# 뜨랏 공항
뜨랏 공항(태국어: ท่าอากาศยานตราด, 영어: Trat Airport, IATA: TDX, ICAO: VTBO)은 태국 뜨랏 주 뜨랏에 있는 공항이다. 뜨랏 공항은 2003년에 개항하였으며 방콕 항공에서 운영하고 있다. 공항에는 1개의 활주로가 있으며, 작은 터미널이 있다.

## 운항 노선
| 항공사    | 목적지          |
| --------- | --------------- |
| 방콕 항공 | 방콕 (수완나품) |